# Collision Course (EP)
Collision Course là một album hợp tác giữa rapper người Mỹ Jay-Z và ban nhạc rock Linkin Park, được phát hành vào ngày 30 tháng 11 năm 2004 bởi Roc-A-Fella, Machine Shop, Warner Bros. và Def Jam.
Collision Course chứa ba bài hát lấy từ album Meteora và bốn bài hát từ album Hybrid Theory, tất cả đều của Linkin Park. Nó cũng có ba bài hát từ The Black Album, một bài từ Vol. 3: Life and Times of S. Carter, một bài từ Vol. 2... Hard Knock Life và một bài từ The Blueprint, tất cả đều của Jay-Z.
Trước album này, Jay-Z đã từng hợp tác với The Roots và R. Kelly, còn Linkin Park đã hợp tác với nhiều nghệ sĩ khác nhau trong album remix Reanimation của họ. Album được lấy cảm hứng từ The Grey Album của Danger Mouse, nó là một album kết hợp giữa Jay-Z và The Beatles. MTV ban đầu dự định chỉ kết hợp một hoặc hai bài hát, nhưng cuối cùng dự án đã được mở rộng thành một album có sáu bài hát. Album chủ yếu do Mike Shinoda và Jay-Z sản xuất, và được thu âm từ ngày 16 tháng 7 đến ngày 19 tháng 7.
Album đã sinh ra một đĩa đơn, "Numb / Encore", nó đã giành được giải Hợp tác Rap / Hát xuất sắc nhất tại Lễ trao giải Grammy 2006.

## Tổng quan
Do thời lượng ngắn ngủi chỉ có 21 phút 18 giây của đĩa nhạc, với tổng cộng sáu bản nhạc, đĩa nhạc đã được phân loại là một đĩa EP. Tất cả các bài hát trong đĩa đều là bản mashup kết hợp các bài hát của cả hai nghệ sĩ.
Đĩa DVD chứa cảnh hậu trường về quá trình thực hiện album, cũng như cảnh quay thứ hai của tất cả các bài hát của Collision Course được trình diễn tại Nhà hát Roxy vào ngày 18 tháng 7 năm 2004. Ngoài ra trong đĩa cũng có năm cảnh trong buổi nhạc được chiếu trên kênh MTV Ultimate Mash-Ups và một thư viện hình ảnh.
Đĩa đơn đầu tiên được phát hành từ EP, là "Numb / Encore", đã đạt được lượt phát sóng đáng kể trên các bảng xếp hạng, và trụ vững trong 6 tháng sau khi phát hành. "Points of Authority / 99 Problems / One Step Closer" cũng đã được phát trên đài phát thanh ở Mỹ, nhưng chưa bao giờ được xuất hiện trên Bảng xếp hạng Billboard - các video cho cả 2 ca khúc trên và "Jigga What / Faint" cũng xuất hiện trên kênh Kerrang! ở Anh. "Izzo / In the End" cũng được quảng bá rầm rộ trên các trang web chính thức của Linkin Park.
Đây là EP thứ hai (sau Jar of Flies của Alice in Chains năm 1994) đứng đầu bảng xếp hạng Billboard 200, tiêu thụ hơn 300.000 bản trong tuần đầu tiên.

## Hoàn cảnh và sản xuất
Mike Shinoda tiết lộ trong bài phát biểu nhận giải Grammy năm 2004 của mình rằng ông sẽ hợp tác với Jay-Z cho ra một đĩa nhạc trong chương trình MTV's Mash Ups.
Với mạng lưới của mình Jay-Z đã có thể chọn cho mình một nhóm nhạc hoặc nghệ sĩ cho bản mash-up. Jay-Z đã liên hệ với Shinoda, bản thân Shinoda đã bắt đầu thử nghiệm việc kết hợp các bản nhạc trước khi gửi một số bản mẫu cho Jay-Z. Nhờ vậy, Jay-Z bắt đầu làm việc với Shinoda thông qua email. Cả hai quyết định rằng thay vì kết hợp các bài hát hiện có cho buổi biểu diễn trực tiếp trên MTV, họ muốn làm lại và thu âm lại các phần của bài hát để phù hợp hơn. Shinoda giải thích, "Jay và tôi nhận ra rằng tốt hơn là nên biểu diễn lại phần đọc rap nếu anh có dự định chuyển sang tiết tấu mới bởi vì phần cảm âm sẽ kéo theo bị thay đổi và anh phải truyền tải khổ hát của mình theo cách hơi khác một chút."  Shinoda đã yêu cầu những đồng nghiệp trong ban nhạc của mình thu âm lại các phần nhạc cụ và giọng hát, và cuối cùng cả hai bên quyết định mong muốn được phát hành các bản nhạc phòng thu.  Toàn bộ album đã được tổng hợp lại trong vòng bốn ngày.
Thỉnh thoảng có thể nghe thấy những âm thanh hậu trường trong album, chẳng hạn như Jay-Z nói "Ông đang lãng phí tài năng của mình, Randy!" ("You're wasting your talent, Randy!") trước bài "Big Pimpin '/ Papercut", hoặc Shinoda nói "Điều này thật vui" ("This is fun") trước bài "Izzo / In the End".
Collision Course là album đầu tiên của Linkin Park có nhãn dán Parental Advisory (Cần cha mẹ giám sát), vì hầu hết các khổ hát của Jay-Z đều có chứa ngôn từ tục tĩu (Shinoda và Chester Bennington cũng sử dụng ngôn ngữ thô tục trong album). Album này cũng có một phiên bản chỉnh sửa / kiểm duyệt. Linkin Park sau đó không còn sử dụng những từ tục tĩu cho đến album Minutes to Midnight vào năm 2007. Tuy nhiên, phiên bản sạch của album vẫn để lại các từ "bitch" ("đĩ"), "ass" ("mông") và "hoes" ("điếm") không bị kiểm duyệt, nghĩa là bài "Izzo / In the End" đều giống nhau trên cả 2 phiên bản sạch và không kiểm duyệt.
Một năm sau khi phát hành Collision Course, Jay-Z đã trở thành giám đốc sản xuất cho nỗ lực độc tấu của Mike Shinoda là album The Rising Tied của nhóm Fort Minor. Ngoài ra, bài hát "High Road" trong chính đĩa nhạc trên đã đề cập việc một số nhà phê bình đã đón nhận Collision Course một cách tiêu cực như thế nào.

## Giới phê bình đón nhận
| Đánh giá chuyên môn  | Đánh giá chuyên môn |
| Nguồn đánh giá       | Nguồn đánh giá      |
| Nguồn                | Đánh giá            |
| -------------------- | ------------------- |
| AllMusic             | [ 4 ]               |
| Robert Christgau     | [ 5 ]               |
| Entertainment Weekly | C−                  |
| The Guardian         | [ 7 ]               |
| HipHopDX             | [ 8 ]               |
| NME                  | (3/10)              |
| RapReviews           | (7.5/10)            |
| Rolling Stone        | [ 11 ]              |
| Spin                 |                     |
| Village Voice        | (unfavorable)       |

Các nhà phê bình đã đưa ra những đánh giá trái chiều về Collision Course. David Jeffries từ AllMusic đã ca ngợi album, coi nó "thú vị một cách đáng kinh ngạc". KB Tindal từ HipHopDX cũng khen ngợi album không kém, nói rằng dự án "sẽ mở ra một lối đi cho những nghệ sĩ muốn khác biệt một cách dũng cảm cũng như những người muốn kiên trì để duy trì sự khác biệt đó."  Steve Juon từ RapReviews gọi album là "một thử nghiệm có tiềm năng vì hầu như hai nghệ sĩ này đều có thể bổ trợ cho nhau." 
Trong khi đó, Raymond Fiore từ Entertainment Weekly, đã đưa ra một đánh giá tiêu cực về album, nói rằng sự kết hợp của Linkin Park và Jay-Z "rốt cuộc lại là thất vọng và một màu."
Bài hát "Numb / Encore", một bản kết hợp giữa "Numb" của Linkin Park và "Encore" của Jay-Z, đã giành giải Hợp tác Rap / Hát xuất sắc nhất nhất tại lễ trao giải Grammy năm 2006.

## Danh sách bài hát
| STT              | Nhan đề                                           | Sáng tác | Thời lượng |
| ---------------- | ------------------------------------------------- | --- | ---------- |
| 1.               | "Dirt off Your Shoulder/Lying from You"           | Shawn Carter Timothy Mosley Linkin Park                                                                                                | 4:04       |
| 2.               | "Big Pimpin'/Papercut"                            | J. Capeless Mosley K. Joshua Linkin Park Carter                                                                                        | 2:36       |
| 3.               | "Jigga What/Faint"                                | Carter Jonathan Burks Mosley Linkin Park                                                                                               | 3:31       |
| 4.               | "Numb/Encore"                                     | Linkin Park Carter Kanye West | 3:25       |
| 5.               | "Izzo/In the End"                                 | Carter West Berry Gordy A. Mizell F. Perren D. Richards Linkin Park                                                                    | 2:45       |
| 6.               | "Points of Authority/99 Problems/One Step Closer" | Linkin Park Carter Rick Rubin Norman Landsberg Felix Pappalardi John Ventura Leslie Weinstein William Squier Tracy Marrow A. Henderson | 4:56       |
| Tổng thời lượng: | Tổng thời lượng:                                  | Tổng thời lượng: | 21:15      |

### Nội dung nâng cao trên CD
1. "Links to Bonus Content"
2. "Photos"

### Danh sách bài hát trên DVD
1. Intro
2. In the Studio
3. Jay-Z Arrives
4. Rehearsal
5. Sound Check
6. Dirt Off Your Shoulder/Lying from You (Live)
7. Big Pimpin'/Papercut (Live)
8. Jigga What/Faint (Live)
9. Numb/Encore (Live)
10. Izzo/In the End (Live)
11. Points of Authority/99 Problems/One Step Closer (Live)
12. End Credits

"Nội dung đặc biệt":
1. "MTV Ultimate Mash-Ups"
  - It's Goin' Down
  - Dirt Off You Shoulder/Lying from You
  - Jigga What/Faint
  - Numb/Encore
  - Points of Authority/99 Problems/One Step Closer

1. "Photo Gallery"
2. "5.1 Surround Sound"

## Nhân sự
| - Chester Bennington – ca sĩ(1, 3 & 5), hát bè (2, 5), ca sĩ chính (4) - Mike Shinoda – ca sĩ(1, 3 & 4), ca sĩ chính (2, 5 & 6), guitar bổ sung (3), nhạc cụ phím, piano (4) - Brad Delson – guitar - Dave Farrell – guitar bass - Joseph Hahn – bàn xoay đĩa, sampling, lập trình - Rob Bourdon – trống | - Shawn Carter – ca sĩ chính |

### Sản xuất
- Sản xuất và phối âm: Mike Shinoda
- Soạn nhạc: Brad Delson và Mike Shinoda
- Kỹ sư: Mike Shinoda, John Ewing và Mark Kiczula
- Master: Brain "Big Bass" Gardner tại Bernie Grundman Mastering
- Giám đốc sản xuất: Shawn Carter và Linkin Park
- A&R: Tom Whalley
- Điều phối A&R cho Warner Bros. Records: Marny Cameron
- Giám đốc Marketing: Peter Standish
- Điều phối A&R: Michael "Stick" Stefrin
- Điều phối sản xuất: Ryan DeMarti
- Lọc âm bản mẫu: Eric Weissman từ Sample Clearance Limited
- Giám đốc sản xuất: Rob McDermott và John Meneilly
- Chỉ đạo sáng tạo cho Warner Bros. Records: Ellen Wakayama
- Chỉ đạo nghệ thuật dự án: THE FLEM và Mike Shinoda
- Chỉ đạo và thiết kế ảnh bìa: THE FLEM
- Vẽ ảnh bìa và ảnh minh họa bên trong: David Choe
- Thiết kế và chỉ đạo nghệ thuật cho Digipak và tập sách: Lawrence Azerrad cho LAD
- Nhiếp ảnh: Greg Watermann

### Đĩa DVD
- Đạo diễn: Kimo Proudfoot
- Sản xuất: Matt Caltabiano
- Biên tập: Kevin McCullough
- Kỹ sư âm thanh trực tiếp: Guy Charbonneau
- Phối âm thanh trực tiếp: Mike Shinoda
- Giám đốc sản xuất: Janet Haase
- Chỉ đạo sản xuất: Joby Barnhart
- Giám sát sản xuất hậu kỳ: Jason Cohon
- Cho Sunset Editorial: Nazeli Kodjoian, Sin Halina Sy
- Hình ảnh bổ sung sản xuất bởi Lenny Santiago
- Phối âm 5.1 cho Roxy Performance
- Sản xuất hậu kỳ DVD: David May
- Đồng sản xuất: Raena Winscott
- Thiết kế menu: Sean Donelly
- Sản xuất phối âm 5.1: David May
- Kỹ sư phối âm 5.1: Ted Hall
- Trợ lý kỹ sư: Bruce Balestier
- Phối âm: Mix Magic
- Tô màu: Dave Hussey
- Đồ họa tiêu đề: Carlos
- Ghi đĩa: Cinram
- Buổi trình diễn trực tiếp được ghi hình vào ngày 18 tháng 7 năm 2004 tại Nhà hát Roxy, West Hollywood, CA
- Khái niệm: Michele Megan Dix và Jesse Ignjatovic

## Bảng xếp hạng
| Bảng xếp hạng (2004–05)                  | Vị trí cao nhất |
| ---------------------------------------- | --------------- |
| Album Úc (ARIA)                          | 8               |
| Album Áo (Ö3 Austria)                    | 5               |
| Album Bỉ (Ultratop Vlaanderen)           | 19              |
| Album Bỉ (Ultratop Wallonie)             | 17              |
| Album Canada (Billboard)                 | 6               |
| Album Đan Mạch (Hitlisten)               | 7               |
| Album Hà Lan (Album Top 100)             | 9               |
| Album Pháp (SNEP)                        | 20              |
| Album Đức (Offizielle Top 100)           | 5               |
| Album Ireland (IRMA)                     | 6               |
| Album Ý (FIMI)                           | 19              |
| Album New Zealand (RMNZ)                 | 4               |
| Album Na Uy (VG-lista)                   | 1               |
| Album Bồ Đào Nha (AFP)                   | 4               |
| Album Scotland (OCC)                     | 18              |
| Album Tây Ban Nha (PROMUSICAE)           | 60              |
| Album Thụy Điển (Sverigetopplistan)      | 9               |
| Album Thụy Sĩ (Schweizer Hitparade)      | 2               |
| Album Anh Quốc (OCC)                     | 15              |
| Album Hoa Kỳ Billboard 200               | 1               |
| Album Hoa Kỳ Top R&B/Hip-Hop (Billboard) | 3               |
| Album Hoa Kỳ Top Rap (Billboard)         | 3               |

| Bảng xếp hạng (2017) | Vị trí cao nhất |
| -------------------- | --------------- |
| Album Úc (ARIA)      | 28              |

| Bảng xếp hạng (2004) | Vị trí |
| -------------------- | ------ |
| UK Albums (OCC)      | 138    |

| Bảng xếp hạng (2005)                  | Vị trí |
| ------------------------------------- | ------ |
| Australian Albums (ARIA)              | 42     |
| Austrian Albums (Ö3 Austria)          | 33     |
| Belgian Albums (Ultratop Flanders)    | 84     |
| German Albums (Offizielle Top 100)    | 33     |
| Swiss Albums (Schweizer Hitparade)    | 20     |
| UK Albums (OCC)                       | 146    |
| US Billboard 200                      | 26     |
| US Top R&B/Hip-Hop Albums (Billboard) | 20     |

## Chứng nhận
| Quốc gia                                                                           | Chứng nhận  | Số đơn vị/doanh số chứng nhận |
| ---------------------------------------------------------------------------------- | ----------- | ----------------------------- |
| Úc (ARIA)                                                                          | Platinum    | 70.000^                       |
| Áo (IFPI Áo)                                                                       | Gold        | 15.000*                       |
| Brasil (Pro-Música Brasil)                                                         | Gold        | 50.000*                       |
| Canada (Music Canada)                                                              | 2× Platinum | 200,000^                      |
| Đan Mạch (IFPI Đan Mạch)                                                           | Gold        | 20.000^                       |
| Pháp (SNEP)                                                                        | Gold        | 100.000*                      |
| Đức (BVMI)                                                                         | Platinum    | 300.000^                      |
| Ireland (IRMA)                                                                     | 2× Platinum | 30,000^                       |
| Ý (FIMI)                                                                           | Platinum    | 100.000*                      |
| Nhật Bản (RIAJ)                                                                    | Gold        | 100.000^                      |
| New Zealand (RMNZ)                                                                 | Platinum    | 15.000^                       |
| Thụy Sĩ (IFPI)                                                                     | Platinum    | 40.000^                       |
| Anh Quốc (BPI)                                                                     | Platinum    | 300.000^                      |
| Hoa Kỳ (RIAA)                                                                      | 2× Platinum | 2.000.000‡                    |
| * Chứng nhận dựa theo doanh số tiêu thụ. ^ Chứng nhận dựa theo doanh số nhập hàng. |             |                               |